# キダチコンギク

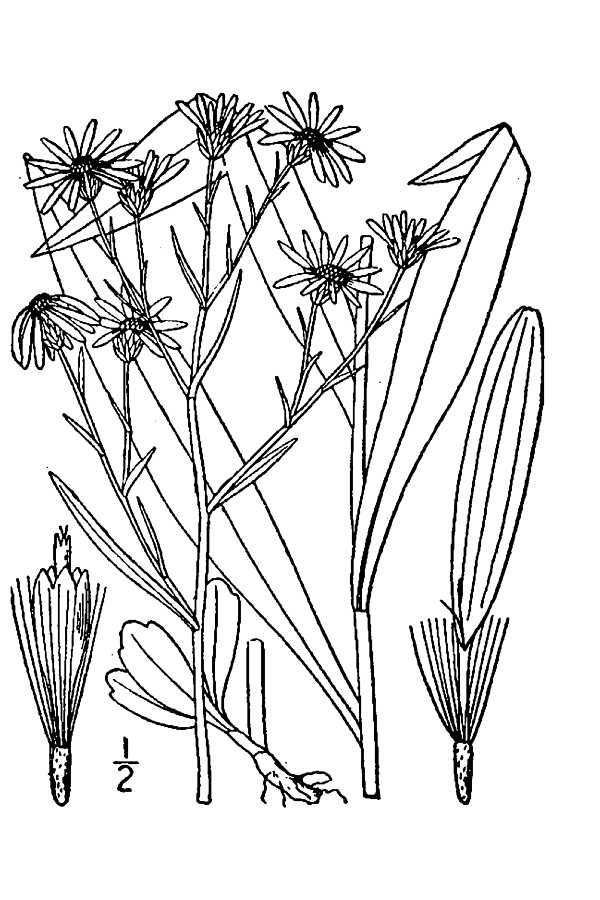
図版

キダチコンギク Symphyotrichum pilosum はキク科の植物の1つで、日本では帰化植物。まっすぐ立って伸びた主軸から横向きにやや垂れる花茎を多数出し、小柄な白い頭花を多数つける。孔雀草、孔雀アスターとも呼ばれる。

## 特徴
株立ちになる多年生の草本。太くて短い根茎があり、下部でよく枝分かれして株立ちになる。茎は高さ40-120cmになり、茎の下部は木質化する。茎は全体に柔らかな立った毛がまばらにあるのが普通。主軸の茎から出る枝は主軸に対してほぼ直角に出て伸び、先端はしばしば下向きに垂れる。
葉は主軸の茎から出る葉と側枝の花茎から出る葉で多分に形が違う。主茎の下部から出る葉は大きめで線状披針形～倒披針形で長さ5-8cm、幅2-8mm、往々にして鎌状に曲がっており、先端は突き出して尖り、縁はほぼ滑らかで葉柄はない。対して側枝の花茎から出る葉は小さくて細くて非常に数が多く、広線形～線形で長さ5-10mm、幅は1mm以下。どちらの葉も表面と裏面はほぼ無毛だが縁には立った毛が並んでいる。
花期は8-10月。頭花は多数付き、径1.5cmほど。花柄は長さ2-15mm。総苞は半球形で高さが4-6mm。総苞片は4-5列になっていて、披針形から線状披針形で先端が細く突き出して尖る。列の内の外側のものは短くて先端が外向きに反り返り、中程、内側の列のものはほぼ同じ長さでまっすぐに立って小花を囲む。その中肋と先端の部分は緑色で草質となっており、基部の方の縁は白くて膜質、全体にほぼ無毛である。内側にある筒状花は黄色で約30個ある。外側に並ぶ舌状花は約30個あって2列に並んでおり、その舌状部(花びらに見える部分)は長楕円形で白く、長さ6-8mm、幅約0.6mm。痩果は円柱形で黄褐色、全体に細かい毛が密生している。先端にある冠毛は白く、筒状花とほぼ同じ長さがある。

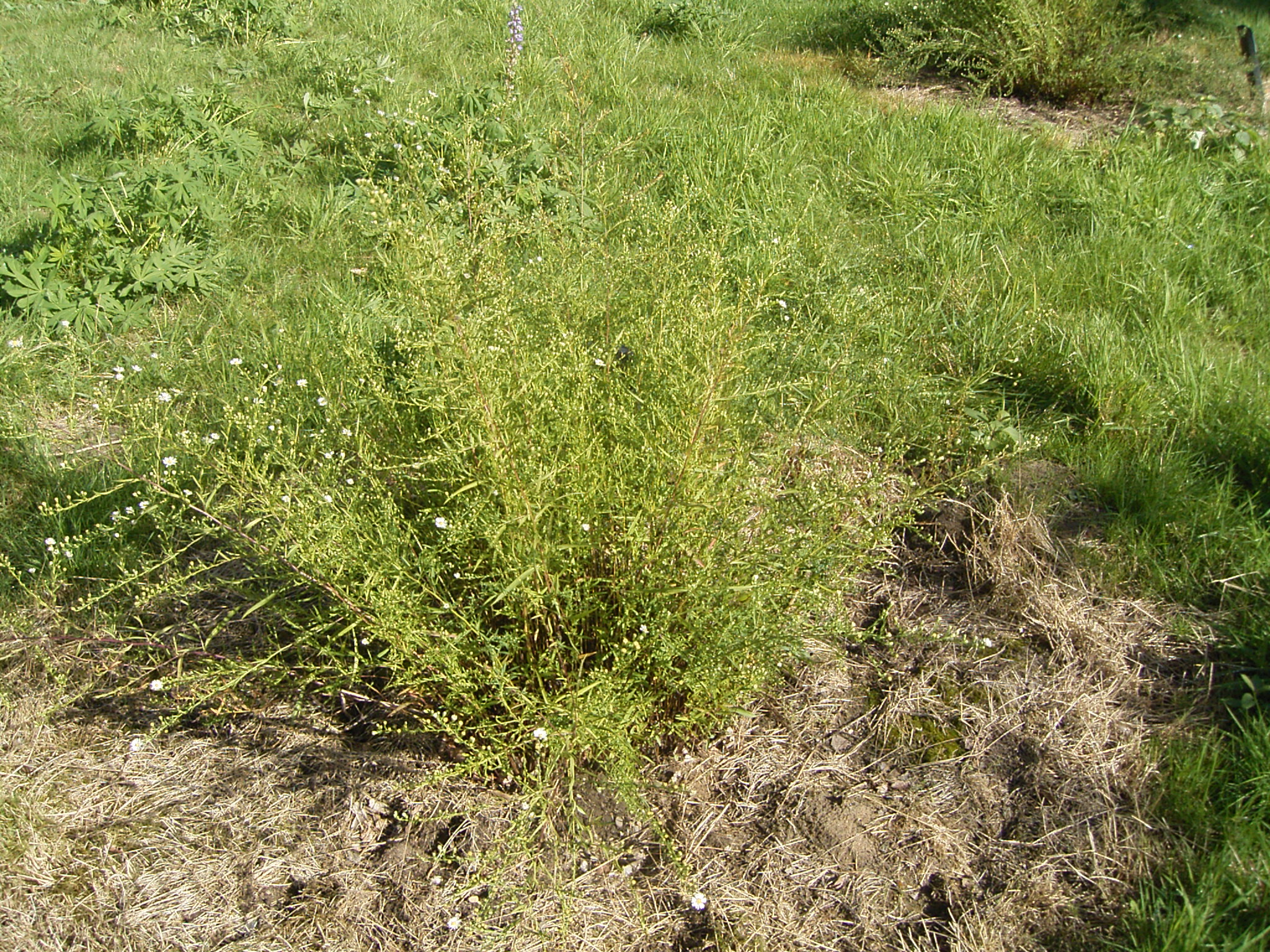
株全体の姿
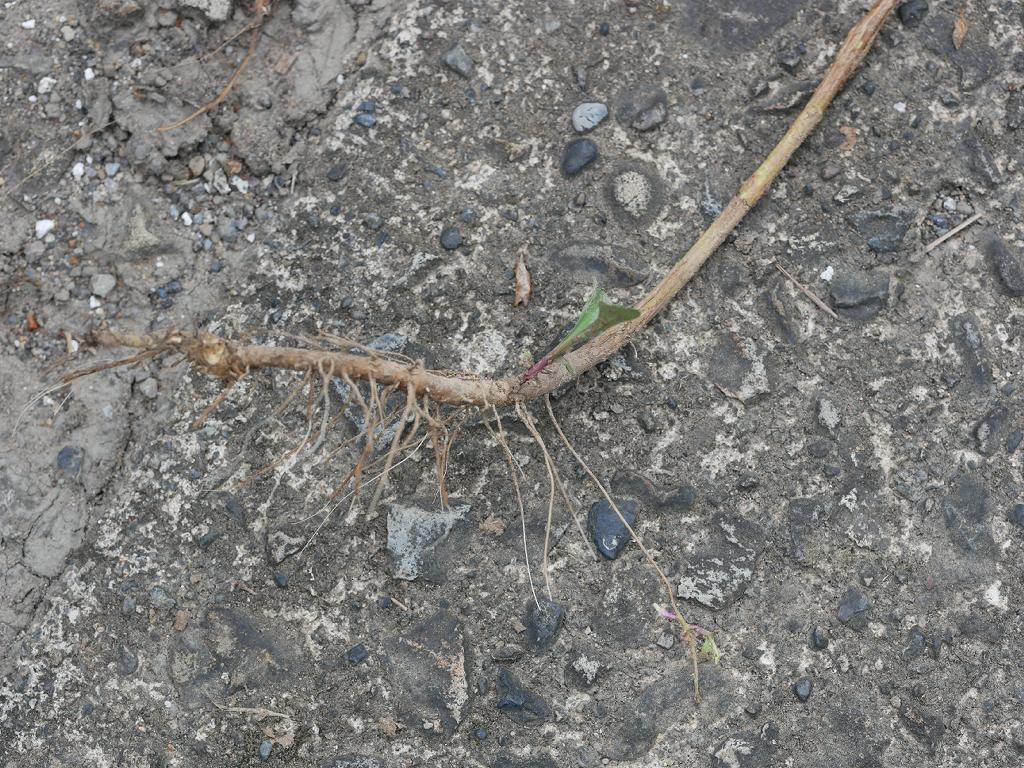
根茎と茎の下部
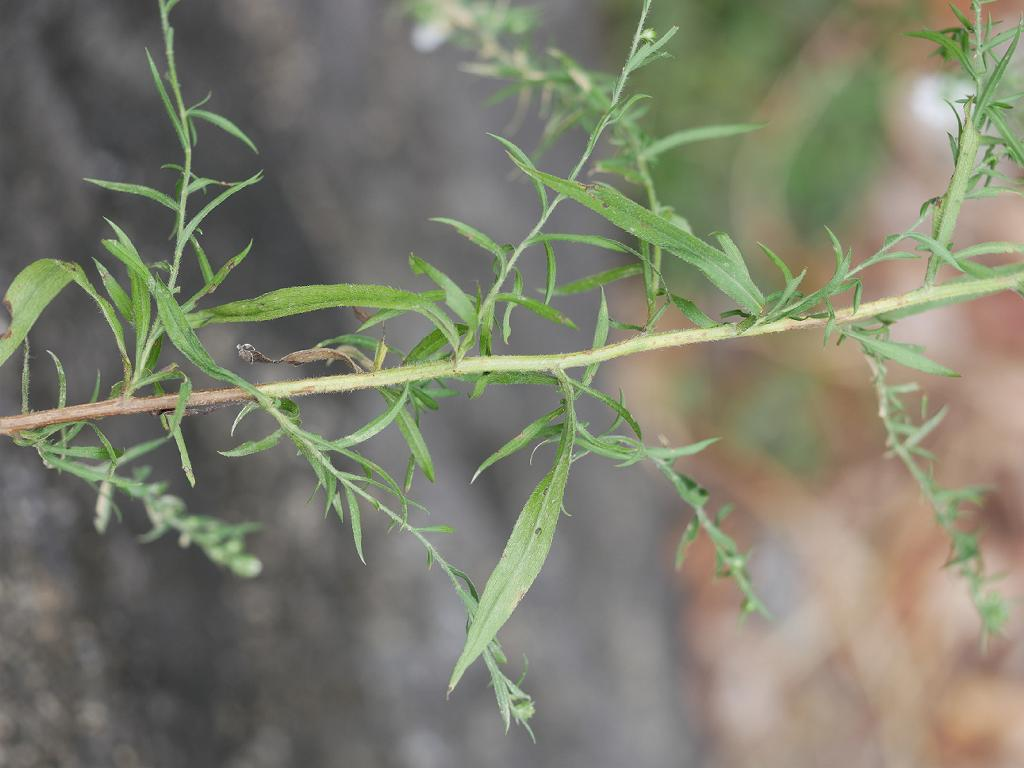
茎の葉と花茎の葉
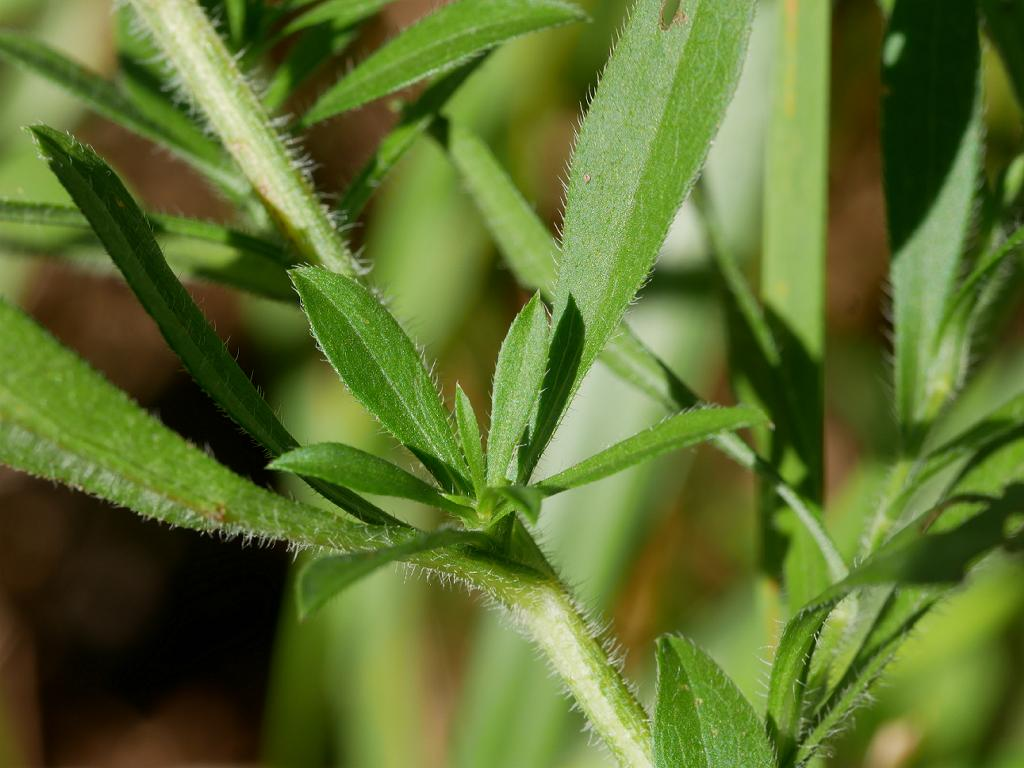
茎と葉の毛

## 栽培
日当たりが良く、水はけがよい土を好む。耐寒性が強く、冬に防寒の必要がない。摘心することで花数が多くなり、見映えが良くなる。摘心の方法は、春に本葉の枚数が5～6枚程度になった時、先端を2節ほど摘み取る。こうすると、脇芽が数本伸びてくる。さらに、脇芽の本葉の枚数が5～6枚程度になったら、再び先端を2節ほど摘心する。この2回の摘心で、コンパクトな姿でたくさんの花を咲かせることができる。増やしたい場合は、株分けや挿し木を利用する。株分けの適期は、早春から春頃の芽が動き始めるころで、1株に3～4芽がつくように、やや大きめに分ける。さし木の適期は、6月頃になる。

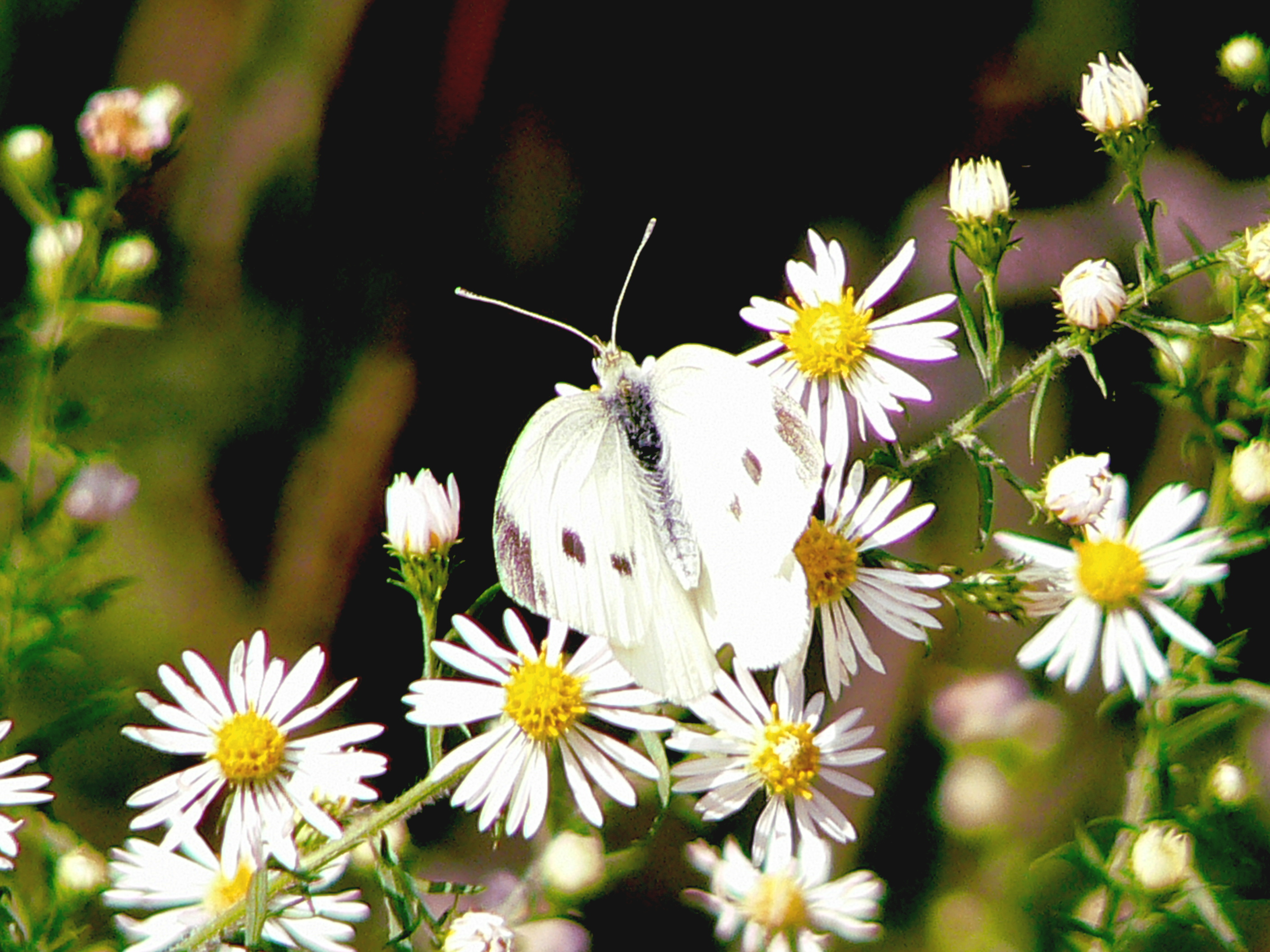
花序
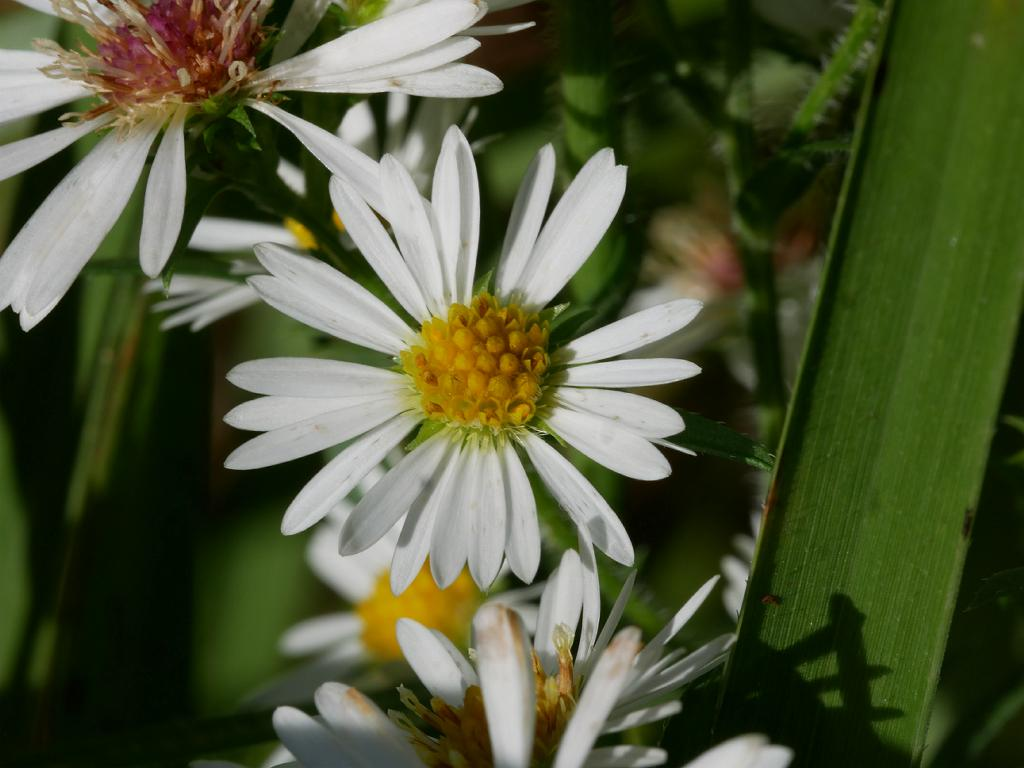
開花中の頭花
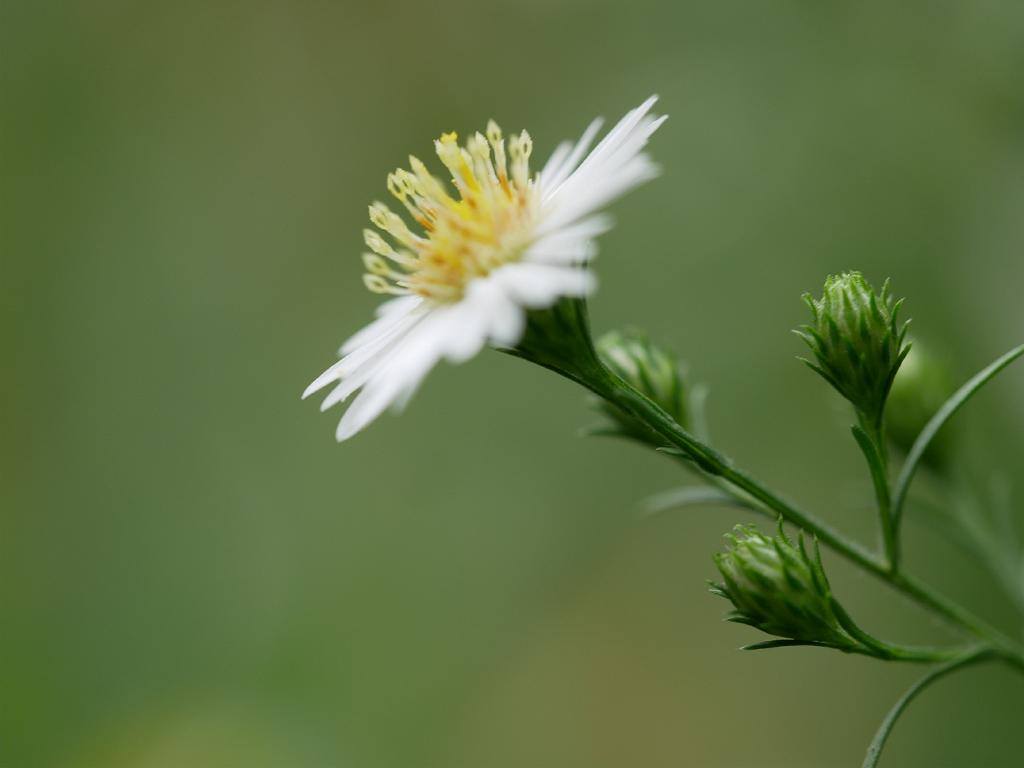
頭花の側面
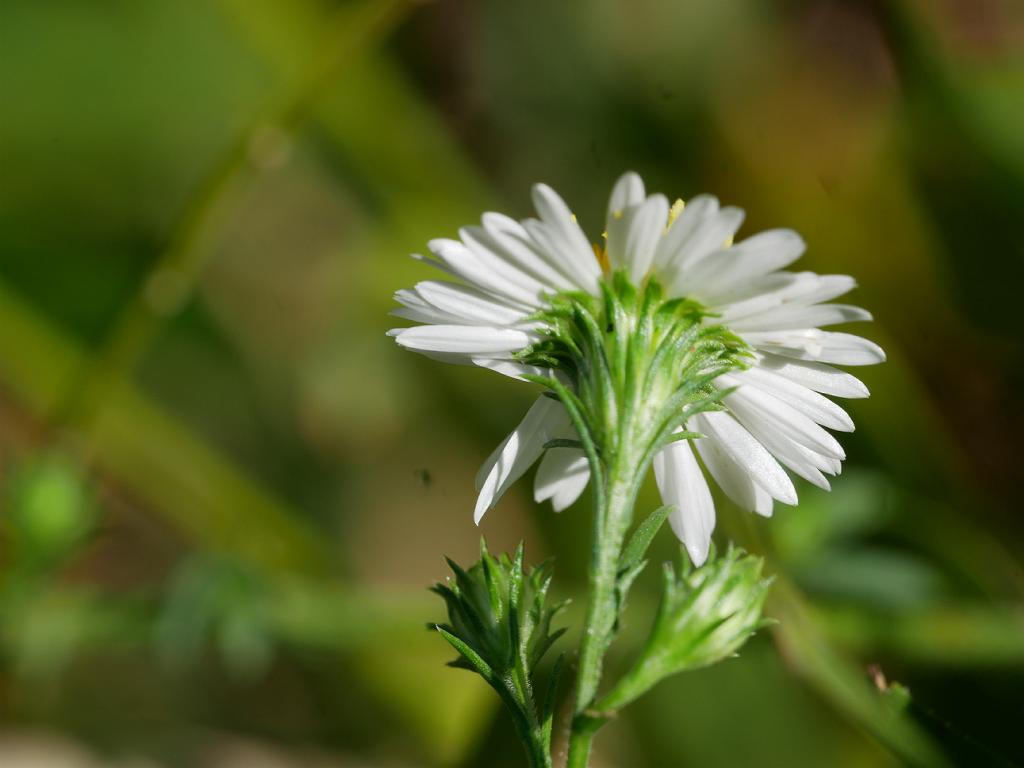
頭花の裏側・総苞の様子

英名は White heath aster である。

## 分布と生育環境
原産地は北アメリカ。
日本では帰化種として広がり、長田(1972)では北九州市、神戸市、それに愛知県があがっているのみで、長田(1976)では北九州市、神戸市、名古屋市、日野市となり、しかし清水編(2003)では本州の関東以西～九州となっており、大きく分布を広げていることがうかがえる。本種の発見は1950-53年頃、北九州市でのこととされる。これは朝鮮戦争(1950-53)の時期にあたり、本種は国連軍の軍需物資と共に渡来したとも言われている。そのためかその後も港湾施設の周辺に見いだされた事例が多く、また栽培由来でその逸出から広がった例もあるとみられる。

## 類似種など
本種は日本で発見された当初は Aster tradescanti と同定され、その後には A. ericoides とされたが、北村四郎によって A. pilosus との判断が出た。ただし現在では属の分類見直しから本種はホウキギク属に移され、上記のような学名となっている。
永田(2003)にはクルマギクに似たものとして本種が取り上げられている。確かにまっすぐ伸びた主茎からほぼ直角に伸びる横枝に多数の白い花をつける様は似ているとも言えるが、この種は山間渓流沿いの岩場に生え、主茎は横に伸びるかむしろ崖から垂れ下がるように伸びる点ではっきり見分けが付く。

## 利用

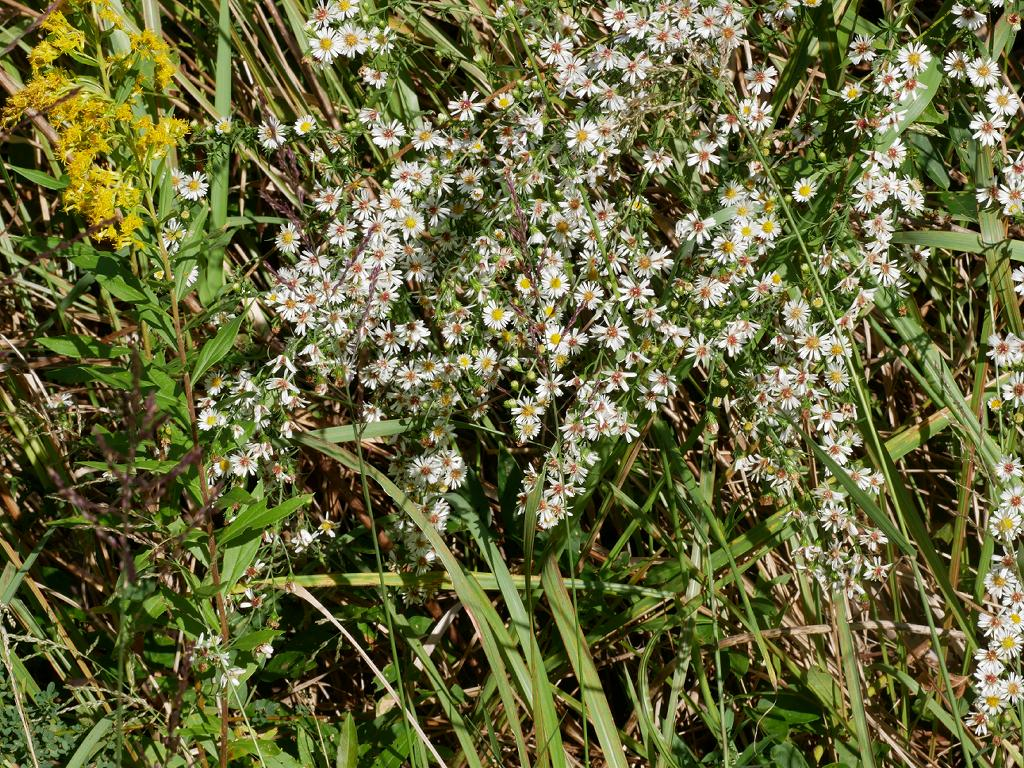
満開の株

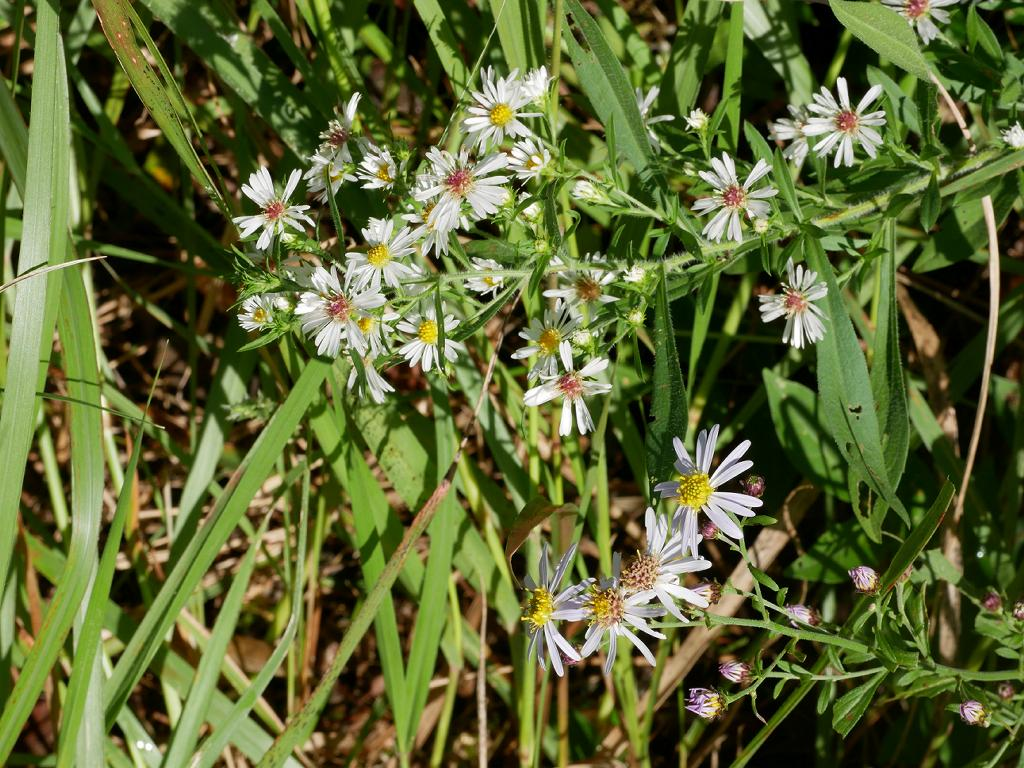
頭花はノコンギク(下)よりかなり小さい

花はヨメナなどよりは小さいものの、その数が多く、また密集して咲くために鑑賞価値は高い。
本種そのものが栽培植物として扱われた例はあまりないようだが、園芸種であるシロクジャク、あるいは一般にクジャクソウと言われているものは、本種に由来するものではないかと言われる。その由来については不明であり従来は Aster tradescantii か、A. ericoides と言われてきたが、むしろ本種によく似ており、むしろ本種と同じ種に属するとも言われる。シロクジャクはその渡来の時期も明確ではなく、昭和36年の園芸カタログにその名があり、これが初出とされる。背が高くて小さい花を多数つけることから切り花で「添え花」として高く評価され、昭和40年代より広く栽培されるようになった。更にこの種を親としての交配から色花を咲かせる品種なども作出されている。